# Български фолклор (списание)
„Български фолклор“ е рецензирано научно списание на Института за етнология и фолклористика с етнографски музей при Българската академия на науките.
Списанието е основано през 1975 г. като орган на Института за фолклор при БАН (1973 – 2010). От 1995 г. „Български фолклор“ излиза с подзаглавие „Списание за фолклористични, етноложки и антроположки изследвания“. От 2019 г. подзаглавието е променено на „Списание за фолклористика, етнология, антропология и изкуства“.
В него се публикуват фолклористични, етноложки и антроположки изследвания на практиките, формите и начините на културна активност и изразяване. Излиза в четири книжки годишно.